# Браднелл-Брюс, Эрнест, 3-й маркиз Эйлсбери
Эрнест Август Чарльз Браднелл-Брюс, 3-й маркиз Эйлсбери (англ. Ernest Augustus Charles Brudenell-Bruce, 3rd Marquess of Ailesbury; 8 января 1811 — 18 октября 1886) — британский дворянин, придворный и политик, именовавшийся лордом Эрнестом Брюсом с 1821 по 1878 год. Он занимал должность вице-камергера королевского двора с 1841 по 1846 год и снова с 1852 по 1858 год. Будучи депутатом парламента в течение 46 лет, он сменил своего старшего брата в маркизате в 1878 году.

## История и образование
Браднелл-Брюс родился 8 января 1811 года в отеле Уоррена, Сент-Джеймс-сквер, Лондон. Второй сын Чарльза Браднелла-Брюса, 1-го маркиза Эйлсбери (1773—1856), от его жены достопочтенной Генриетты Марии Хилл (1773—1831), дочери Ноэля Хилла, 1-го барона Бервика. Джордж Браднелл-Брюс, 2-й маркиз Эйлсбери (1804—1878), был его старшим братом, а лорд Чарльз Брюс (1834—1897) — его младшим сводным братом. Он получил образование в Итонском колледже и Тринити-колледже, Кембридж.

## Политическая карьера
Эрнест Браднелл-Брюс был избран в Палату общин от Мальборо в 1832 году. Он был лордом опочивальни короля Великобритании Вильгельма IV с 1834 по 1835 год. В 1841 году он был приведен к присяге в Тайном совете и назначен вице-камергером королевского двора в правительстве сэра Роберта Пиля . Этот пост он занимал до отставки правительства в 1846 году. Он вернулся на тот же пост в декабре 1852 года в коалиционном правительстве лорда Абердина . Он продолжал занимать этот пост также, когда лорд Палмерстон стал премьер-министром в 1855 году, окончательно уйдя в отставку в 1858 году. Он оставался депутатом парламента от Мальборо до 1878 года, когда сменил своего старшего брата в качестве 3-го маркиза Эйлсбери и вошел в Палату лордов. В 1884 году он был назначен лордом-лейтенантом Беркшира. Этот пост он занимал до своей смерти два года спустя.

## Семья
25 ноября 1834 года лорд Эйлсбери в Лондоне женился на достопочтенной Луизе Элизабет Хорсли-Бересфорд (апрель 1814 — 14 октября 1891), дочери Джона Хорсли-Бересфорда, 2-го барона Дециса, и Шарлотты Филадельфии Хорсли. У них было семеро детей:
- Леди Луиза Каролина Браднелл-Брюс (13 ноября 12835 — декабрь 1894), с 1856 года замужем за сэром Генри Ме, 2-м баронетом (1817—1883).
- Леди Эрнестина Мэри Браднелл-Брюс (14 марта 1847 — 27 декабря 1936), в 1865 году вышла замуж за Уильяма Хейра, 3-го графа Листауэла (1833—1924), от брака с которой у него было четверо детей.
- Лейтенант лорд Джордж Джон Браднелл-Брюс (15 мая 1839 — 28 мая 1868), в 1862 году женился на леди Эвелин Мэри Крейвен (1839—1924), дочери Уильяма Крейвена, 2-го графа Крейвена, от брака с которой у него было двое детей, среди них — Джордж Браднелл-Брюс, 4-й маркиз Эйлсбери.
- Лорд Джеймс Эрнест Браднелл-Брюс (30 июня 1840 — 21 июня 1876), холост и бездетен
- Генри Огастес Браднелл-Брюс, 5-й маркиз Эйлсбери (11 апреля 1842 — 10 марта 1911).
- Коммодор лорд Роберт Томас Браднелл-Брюс (25 января 1845 — 15 февраля 1912), в 1878 году женился на Эмме Шарлотте Хэнбери Ли (1849—1921), от брака с которой у него было семеро детей.
- Майор лорд Чарльз Фредерик Браднелл-Брюс (4 марта 1849 — 31 мая 1936), в 1873 году женился на Маргарет Реншоу (? — 1913) но брак оказался бездетным.

Лорд Эйлсбери скончался в Тоттенхэм-хаусе, Савернейк, графство Уилтшир, в октябре 1886 года в возрасте 75 лет и был похоронен в Грейт-Бедвине, графство Уилтшир. Его внук Джордж унаследовал титул маркиза. Маркиза Эйлсбери умерла в октябре 1891 года в возрасте 77 лет и также была похоронена в Грейт-Бедвине.